# Molt soroll per no res
Molt soroll per no res (títol original en anglès: Much Ado About Nothing) és una comèdia teatral romàntica escrita per William Shakespeare ambientada a Sicília, en l'època en què aquesta era governada pel príncep Pere d'Aragó, i de la qual l'escrit més antic que es conserva data de l'any 1600, tot i que se sap que va ser escrita abans.
La trama se centra en els malentesos, enganys i calúmnies que envolten dues parelles d'enamorats. El títol original jugava amb l'homofonia que en temps de Shakespeare existia en anglès entre els termes "nothing" (res) i "noting" (rumor o brama)

## Dramatis Personae
- Benedicte (Benedick), Un senyor i soldat de Pàdua; company de Don Pedro.
- Don Pere (Don Pedro), Príncep d'Aragó.
- Don Joan (Don Juan), "el Príncep Bastard," germà de Don Pedro.
- Claudi (Claudio), de Florència; un comte, company de Don Pedro, amic de Benedicte.
- Leonato, governador de Messina; pare d'Hero
- Antoni (Antonio), germà de Leonato.
- Baltasar (Balthasar), servent de Don Pedro, un cantant.
- Boràchio (Borachio), seguidor de Don Joan.
- Conrad (Conrade), seguidor de Don Joan.
- Innogen, un personatge sense text, apareix en les primeres edicions com a esposa de Leonato
- Beatriu (Beatrice), neboda de Leonato.
- Hero, filla de Leonato
- Margarida (Margaret), dama de companyia de companyia d'Hero.
- Úrsula (Ursula), dama de companyia de companyia d'Hero.
- Dogberry, agutzil a càrrec de la patrulla nocturna de Messina.
- Verges, company de Dogberry
- Fra Francesc (Friar Francis), un sacerdot.
- Un sagristà, que dirigeix el judici de Boràchio
- Un noi, servent de Benedicte
- La Guàrdia, homes de la patrulla de Messina
- Servents i missatgers

## Argument
Després d'una victòria al camp de batalla el príncep Don Pere és rebut a Messina per Leonato, el governador de la ciutat. L'acompanyen els joves oficials Claudio i Benedicte, i el seu germà bastard Don Joan. Benedicte manté una disputa amb Beatriu, neboda de Leonato, amb qui intercanvien mofes i burles sarcàstiques: Beatriu es riu de les seves ineptituds com a soldat, i Benedicte de la seva conducta poc femenina.
Claudi, en canvi, declara estar enamorat d'Hero, l'única filla de Leonato, i manifesta el seu desig de casar-s'hi. Benedicte menysprea la institució del matrimoni, i intenta sense èxit dissuadir el seu amic. Don Pere, però, li ofereix la seva ajuda per declarar-se a Hero.
Se celebra una festa de disfresses per celebrar el final de la guerra, i Don Pere ho aprofita per seduir Hero fent-se passar per Claudi. Don Joan, que està ressentit amb el seu germà, intenta perjudicar-lo suggerint a Claudi que Don Pere intenta seduir Hero per ell. Claudi s'enfurisma, però finalment el malentès es resol i Hero i Claudi es prometen.

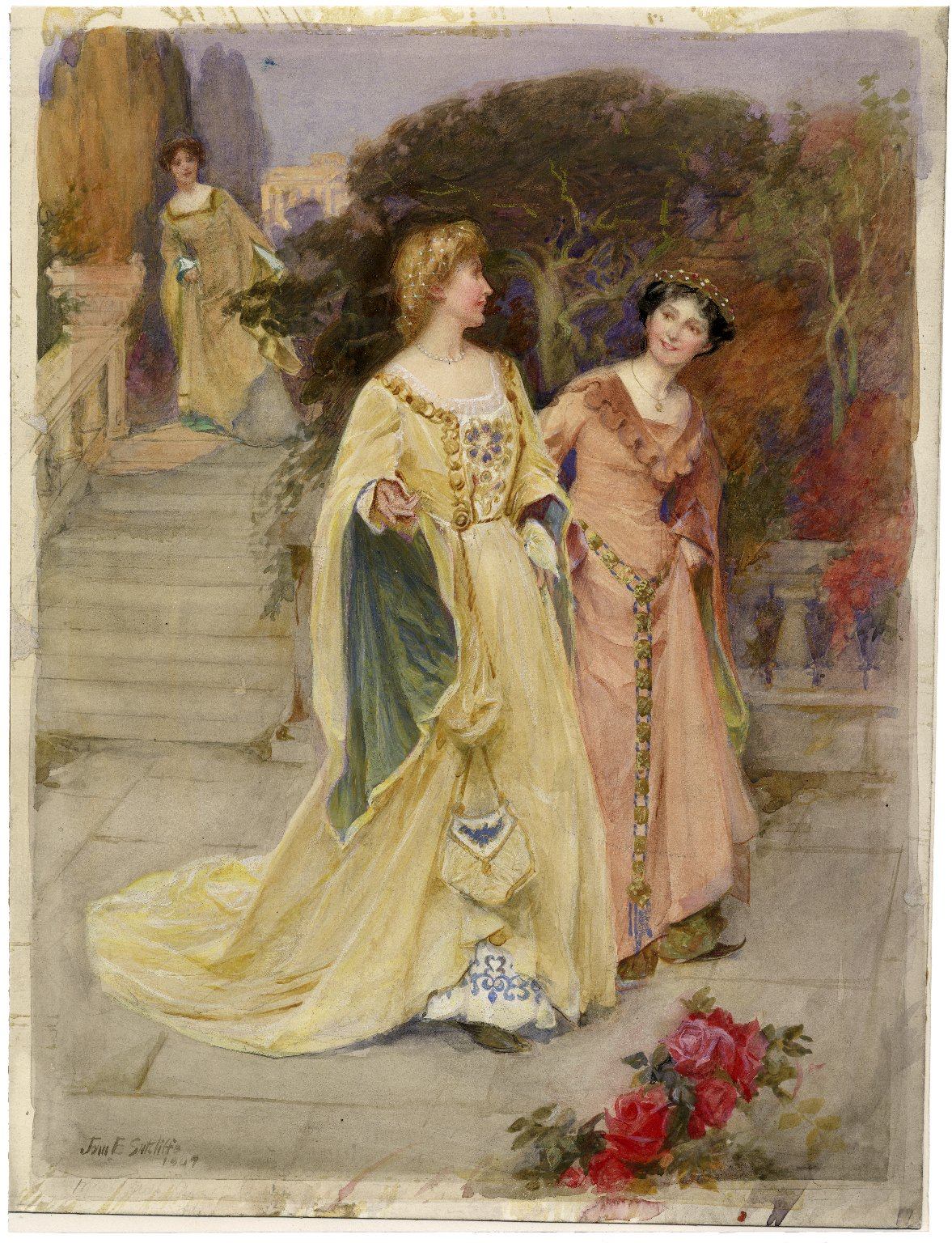
Beatriu escolta Hero i Úrsula. John Sutcliffe (1904)

Benedicte es disfressa i aprofita per preguntar a Beatriu què pensa d'ell, i aquesta respon que Benedicte és "el bufó del príncep". Benedicte marxa enfadat i promet venjar-se de Beatriu, però Don Pere i els seus amics decideixen divertir-se fent una broma als dos rivals. S'asseguren que Benedicte senti una conversa durant la qual diuen que Beatriu està bojament enamorada d'ell, però que l'orgull li impedeix confessar-li. També convencen Hero i Úrsula perquè, per la seva banda, també diguin que Benedicte està enamorat de Beatriu, quan ella les pot sentir. L'engany té resultat: els dos antics rivals es creuen que són objecte d'amor no correspost i decideixen millorar el seu comportament per fer-se'n mereixedors.
Mentrestant, Don Joan segueix intentant causar discòrdia. Per tal d'evitar el casament i avergonyir el seu germà, explica a Don Pere i a Claudi que Hero és infidel. Per demostrar-ho els ensenya com el seu esbirro Boràchio entra de nit a la cambra d'Hero. En realitat va a trobar-se amb la seva amant Margarida, una serventa d'Hero, però Boràchio li diu "Hero" i així aconsegueix que Claudi i Don Pere es convencin de la infidelitat.

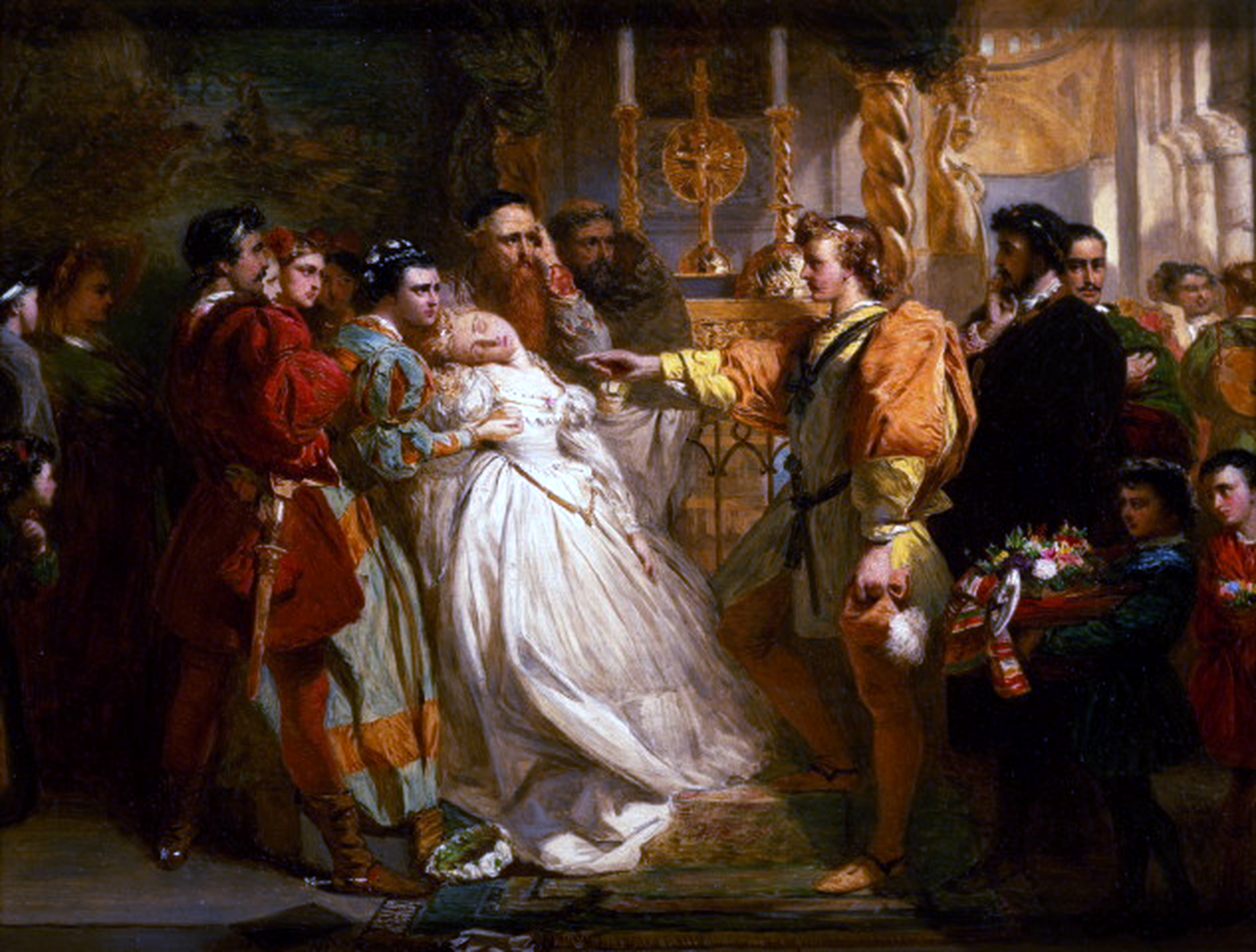
Claudi acusa Hero, Marcus Stone (1840–1921)

L'endemà Claudi es presenta al casament i davant de tots els convidats acusa Hero d'infidel, la rebutja i se'n va. Hero es desmaia, i el seu pare diu que preferiria que fos morta que no haver de passar per aquesta humiliació. Però el frare que presidia la cerimònia és convençut de l'honor d'Hero i proposa a la família de fer creure que Hero s'ha mort per descobrir la veritat i fer passar remordiments a Claudi.
Aclaparats pels esdeveniments, Benedicte i Beatriu es confessen el seu amor. Beatriu li demana a Bendicte que es vengi de Claudi per haver ofès l'honor de la seva cosina, i a contracor Benedicte acaba desafiant el seu amic Claudi a un duel a mort. Abans que es pugui produir, però, es descobreix que durant la nit la Guàrdia de la Ciutat ha capturat Boràchio i han aconseguit que confessi. Claudio es desespera en conéixer la innocència d'Hero, i accedeix a la demanda de Leonato que es casi amb una altra neboda seva com a desgreuje.
Al casament es descobreix que la núvia és Hero. Benedicte i Beatriu també fan públic el seu amor. També arriben notícies que Don Joan ha estat capturat mentre intentava escapar-se, però Benedicte proposa posposar el càstig per un altre dia, ja que res no ha d'eclipsar la felicitat de les noves parelles.

## Estrena
L'obra va ser publicada per primer cop el 1600 per Andrew Wise i William Aspley, tot i que existeixen indicacions que s'havia representat anteriorment "diverses vegades" en públic. Aquesta va ser l'única edició fins a la publicació del "Primer Foli" el 1623.
S'estima que la data més probable de l'estrena seria el 1598 o 1599. La representació més antiga de la qual es té constància històrica va tenir lloc l'hivern de 1613 a la cort anglesa, durant el casament de la princesa Elisabet amb l'elector palatí Frederic V.
La producció original va anar a càrrec de la companyia dels Lord Chamberlain's Men. Se sap que l'actor William Kempe interpretava a Dogberry, i Richard Cowley feia el paper de Verges.

## Traduccions
Existeixen les següents adaptacions de l'obra al català:
- 1909, traducció de Ramon Pomés
- 1945, traducció de Josep Maria de Segarra. Aquesta versió va ser representada el 1975 en una versió dirigida Antoni Chic, i també el l'any 1999 al Festival d'Estiu de Barcelona Grec on va ser dirigida per Ferran Madico.
- 1985, traducció de Salvador Oliva. L'any 2015 el director Àngel Llàcer la va portar al Teatre Nacional de Catalunya en una versió que l'ambientava en un plató de cinema als anys 50, amb música de Cole Porter i Irving Berlin.

## Adaptacions

### Cinema
- La primera adaptació cinematogràfica va ser un film mut dirigit per Phillips Smalley el 1913.
- Kenneth Branagh va dirigir el 1993 Molt soroll per no res, on també interpretava el paper de Benedicte. L'acompanyaven al repartiment Emma Thompson com a Beatriu, Denzel Washington com a Don Pere, Keanu Reeves com a Don Joan, i Kate Beckinsale com a Hero.
- Joss Whedon va dirigir una nova versió el 2011.

### Òperes derivades
- Béatrice et Bénédict (1862, 9-8; Theater Baden-Baden) amb música i llibret d'Hector Berlioz.[5]
- Charles Villiers Stanford: Much ado about nothing (1901, 30-5, Covent Garden, Londres; llibret de Julian Sturgis)
- Martin Shaw: Much ado about nothing (1903, Imperial Theatre, N. York; text de l'obra de Shakespeare)
- Imogen Holst: Benedick and Beatrice (1951, 21-7, The Barn Theatre, Dartington Hall, Devon; llibret d'I. Holst)[6]